# Dawnstar
Dawnstar — це інді-рок гурт з Угорщини, Будапешт. Оригінальний склад гурту включає автора пісень Аттілу Вінд (вокал / гітари), Балінта Хамваса (бас) та Віктора Альберта (ударні). Звук гурту — це, як правило, суміш гітар з фланцем та спотворенням світла, пульсуючих басів та чарівних клавішних мелодій. Dawnstar представляє суміш психоделіки середини 1960-х, гота кінця 1970-х, гранжу середини 1980-х та інді-року 1990 - х на інді-музичній сцені Будапешта.

## Історія
Wind, народжений від англійського батька з Сандерленда і угорської матері з Будапешта, зустрів Hamvas в середині 1990-х років в Телекі Blanka гімназії в Будапешті, Угорщина. У 1999 році вони сформували Анселію, названу на честь однойменної орхідеї, як дуетний проект і записали свою першу демонстрацію, Eunomia . У 2000 році Вінд склав вісім нових треків, які були записані в Пілішчабі . Ця демонстрація під назвою Vanity допомогла вербувати групу Альберта, який був однокласником Хамваса в Будапештській бізнес-школі . Після кількох концертів у місцевих клубах навесні 2001 року група почала використовувати назву Dawnstar, що є поєднанням «світанку» та «зірки» як альтернативи Morning Star або Venus, замість Ansellia. Перший концерт з новою назвою вони дали 13 грудня 2002 року в клубі Woodoo в Чепелі . На раннє звучання групи вплинула гранж- революція з Сіетла . Однак пізніше група почала змішувати своє звучання з багатьма різними музичними жанрами, такими як психоделія, пост-панк та гараж-рок . У 2002 році Dawnstar записали свою третю демонстрацію Under Your Wings у студії Pick-up у Будапешті. Результатом стала суміш флангових віршів та спотворених хорів, що встановили характерний звук групи.

### Перерва
Група перервалась у 2003-05 рр. Завдяки іноземним дослідженням учасників групи. У 2003 році Вінд продовжив навчання в Університеті Трієста в Італії, а Хамвас в Університеті Падуї в 2004 році.
16 квітня 2005 року Dawnstar виступив на Екофесті (Ökofeszt), організованому для святкування екологічно чистих ідей Védegylet . За тиждень до шоу Вінд завербував Мітропулоса як додаткового музиканта для гри на клавіатурі. Нарешті, Митропулос приєднався до «Даунштар» як постійний член наприкінці 2005 року.
У 2006 році Dawnstar записали свою четверту демонстрацію під назвою «Сповіді метросексуалів» (A Metrosexual's Confessions).
У 2006 році група відіграла три вистави в театрі Ержебетлігет у Будапешті. До третього шоу на 31 листопада 2006 року учасники програми групи було опитано Беатріс провідного співака Феро Надь .
30 березня 2007 року Dawnstar виступив на Будапештському фестивалі бахроми .

### Змінити світ
30 листопада 2007 року Dawnstar випустили свій перший EP « Change The World», що включає три пісні: заголовок Change The World, Scarlet і Don't Die A Martyr For Me . Група вибрала Heaven Street Seven "s Золтан Takács і Ласло Філіп як звукорежисери для запису. Група провела два дні із записом у студії Abnormal у листопаді 2007 року.
22 січня 2017 року пісня групи під назвою Don't Die A Martyr For Me була внесена до списку антивоєнних пісень на італійському вебсайті Antiwar Songs.
6 липня 2009 року Даунстар зіграв на фестивалі Donaukanaltreiben у Відні, Австрія . Гурт був помічений на вебсайті спільноти Myspace Хайдімарі Пірінгер, яка організувала концерт для групи в австрійській столиці.
10 квітня 2010 року Даунстар зіграв на фестивалі Fringe у Печу, який був обраний європейською столицею культури того ж року. Наступного року, 1 квітня 2011 року, Dawnstar втретє виступила на Будапештському фестивалі бахроми.

### Saturnine Valentines

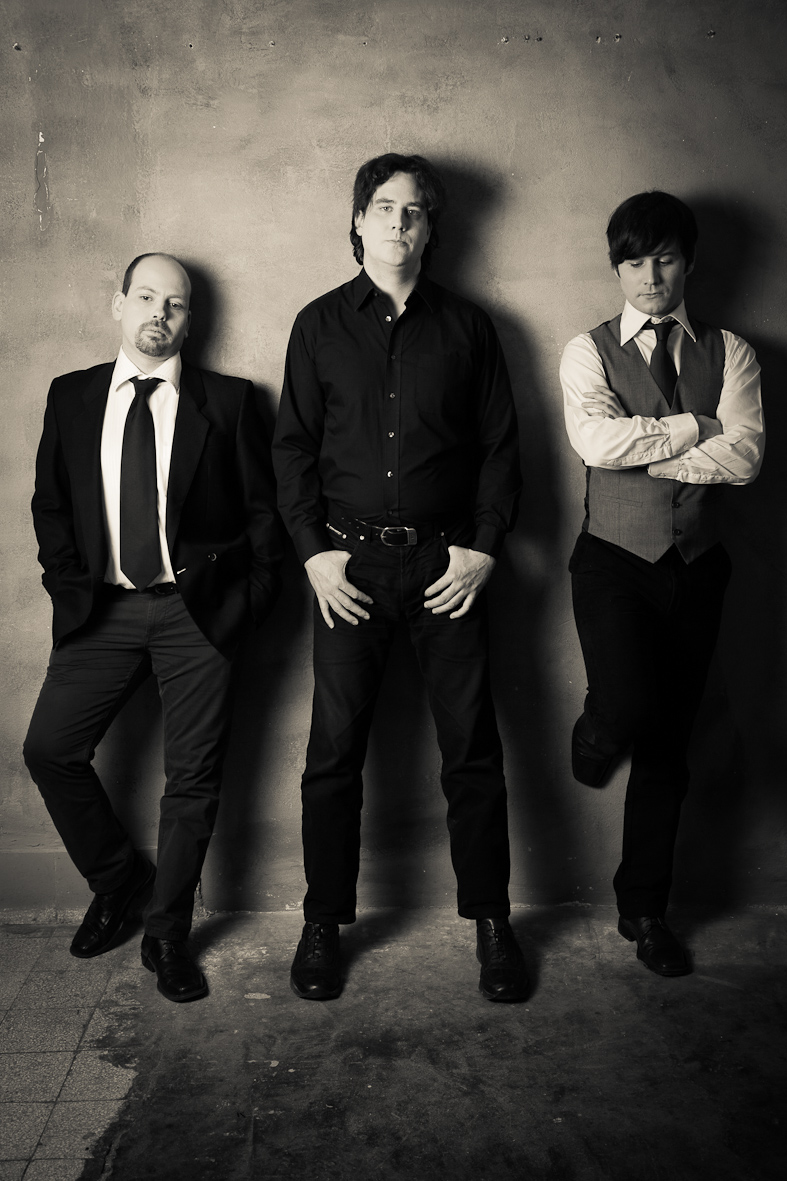
Dawnstar у 2013 році

У 2012 році Dawnstar розпочав запис свого першого повноформатного студійного альбому під назвою Saturnine Valentines (« Сатурнін Валентина») в студії Abnormal у Будапешті. Група найняла Dávid Schram (Давіда Шрама), який раніше працював над альбомами This Is Desolation від Shell Beach та MORA FreshFabrik, як інженера змішування та мастерингу для їх альбому.
19 травня 2013 року Dawnstar завантажив три пісні (Love's Gonna Be Tender, In Heaven We Meet Again, Ophelia) зі свого майбутнього студійного альбому на YouTube та SoundCloud а через три місяці повний запис був доступний на Bandcamp .
У грудні 2013 року група Dawnstar була представлена в J.D. Doyle (альбомі) Queer Music Heritage Дж. Д. Дойла . Того ж місяця Love's Gonna Be Tender вийшла в ефір OutRadio .
19 січня 2016 року в Underground Magazin відбулася прем'єра першого відеокліпу групи In Heaven We Meet Again (« На небі ми зустрічаємось знову» . Відео було знято в Уремі в грудні 2015 року, а режисером — Attila Wind. Відео натхненне психологічним фільмом жахів Daniel Myrick (Деніела Міріка) та Eduardo Sánchez (Едуардо Санчеса) Проект відьми Блер .
12 лютого 2016 року група зіграла шоу в Szilvuplé Bár és Varieté в Будапешті з трьома запрошеними вокалістами, серед яких: Viktória Wind (уроджена Bordács), Zsófia Toporczy (Plüssnapalm) і Viktóra Sereg. Це був перший раз, коли запрошеного вокаліста запросили підтримати колектив.
17 червня 2016 року група Dawnstar випустила своє друге відео під назвою London Nights . У відео Attila Wind блукає вулицями Лондона (Велика Британія), проходячи повз деякі відомі пам'ятки, такі як Тауерський міст та Собор Святого Павла. Інші учасники гурту, Viktor Albert (Альберт) і Bálint Hamvas (Хамвас), з нетерпінням чекають, коли Вінд прибуде до кімнати для репетицій. В кінці відео Attila Wind прибуває до кімнати для репетицій, і група починає разом грати пісню. Лондонські сцени були зняті 13 липня 2013 року, тоді як решта відео була знята в Будапешті, Угорщина, 22 травня 2016 року
26 серпня 2016 року група дебютувала на Rádió Rock 95.8 зі своєю піснею In Heaven We Meet Again . Через пару днів, 9 вересня 2016 року, ще одна пісня від Saturnine Valentines (Cатурніна Валентина) London Nights (Лондонські ночі) також прозвучала на радіо.
17 листопада 2017 року група відіграла шоу під назвою Saturnine Nights («Сатурнінові ночі») в Будинку в Сілвупле.
27 листопада 2016 року у групи було інтерв'ю з Адамом Редлом на Rádió Rock 95.8 Під час одногодинної розмови на радіостанції прозвучало 5 пісень, серед яких Love's Gonna Be Tender, Ophelia (Офелія), Almost Every Flame Will Fade Away (майже кожен полум'я зникне) та дві раніше відтворені пісні: In Heaven We Meet Again та London Nights .
13 квітня 2017 року Жолт Шеменєє (угорською мовою: Szemenyei Zsolt) приєднався до Dawnstar як клавішник.

## Учасники гурту
поточний склад
- Viktor Albert – барабани (2001–)
- Bálint Hamvas – бас-гітара, вокал (2001–)
- Attila Wind – вокал, гітара (2001–)

| колишні члени - Zsombor Havass – гітара (2006) - Anna Mitropulos – фортепіано (2005—2011) - Zsolt Szemenyei – фортепіано (2017) | гастролі учасників - Nikolett Poór – віолончель - Viktória Wind (née Bordács) – вокальний - Zsófia Toporczy – вокальний - Viktória Sereg – вокальний |

## Дискографія
Альбоми
- Change The World (Зміни світ) (2007)
- Saturnine Valentines (Сатурнін Валентина) (2013)

Одинокі
- Любов буде ніжною (2013)

## Відеографія
Музичні кліпи
- На небі ми зустрічаємось знову (2016)[19]
- Лондонські ночі (2016)[26]